# Новогорський потік
Новогорський потік (словац. Novohorský  potok) — річка в Словаччині, права притока Лівіни, протікає в окрузі Бановці-над-Бебравою.
Довжина приблизно 3.5-4.4 км. Витік знаходиться в масиві Повазький Іновець (геоморфологічна підодиниця Високий Іновець); на висоті близько 500 метрів.
Протікає територією села Златники. Впадає у Лівіну на висоті приблизно 300 метрів.